# Litoral (provins)
Litoral är en provins i Ekvatorialguinea. Huvudstaden är Bata och två andra större städer är Mbini och Kogo. Litoral är den till folkmängden största provinsen i landet, med 366 130 invånare (2015).
Litoral gränsar i väst mot Guineabukten, och provinsen är därför den enda på Ekvatorialguineas fastland som har en kust. På land gränsar Litoral mot Kamerun i norr och Gabon i söder. Mot öst gränsar Litoral mot provinsen Centro Sur.